# Piazza del Mercato Centrale

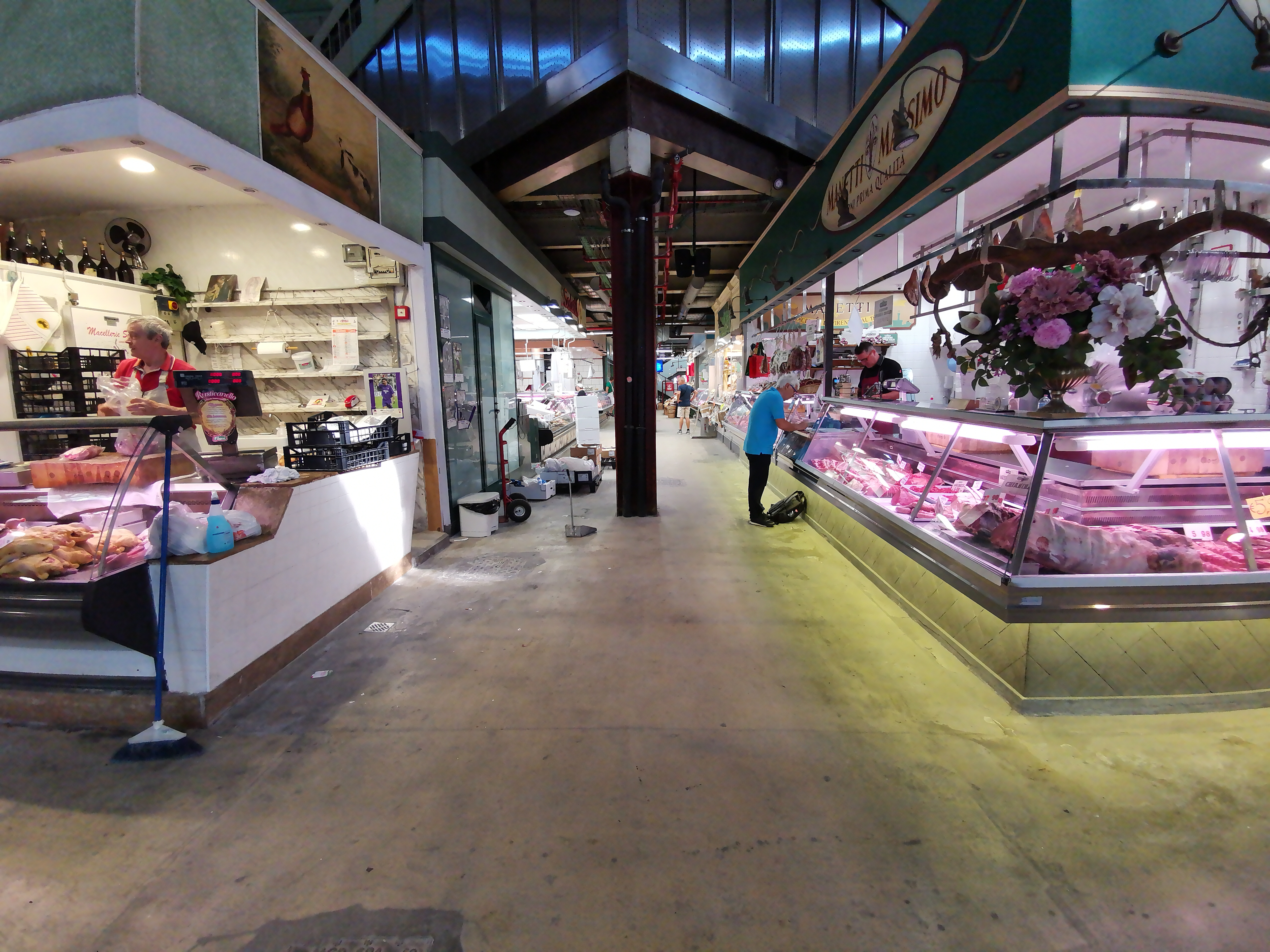
Mercato Centrale

Piazza del Mercato Centrale  è una piazza situata nel centro storico di Firenze di forma triangolare. Nelle sue vicinanze troviamo il Duomo di Firenze, le Cappelle Medici e il Mercato di San Lorenzo. 

## Storia

### Riqualificazione del Mercato vecchio
Nasce all'interno del progetto di risanamento del centro storico fiorentino - quando la città diviene, dopo Torino, capitale del Regno d'Italia dal 1865 al 1871 e affrontò una riqualificazione urbana, ispirata alle città europee come Parigi. 
Nell'occasione sono rasi al suolo il Mercato Vecchio e il Ghetto, per costruire al loro posto l'odierna piazza della Repubblica. Allo stesso tempo nascono alcuni mercati: il mercato di San Lorenzo, quello delle erbe in Sant'Ambrogio e un altro ancora, demolito nei primi del '900, in San Frediano. Vengono espropriati ed abbattuti gli edifici tra via dell'Ariento, via Panicale, via Sant'Antonio e via Chiara, liberando, così, uno spazio enorme dove viene terminato nel 1874 il Mercato centrale e la sua piazza triangolare.

### Mercato centrale

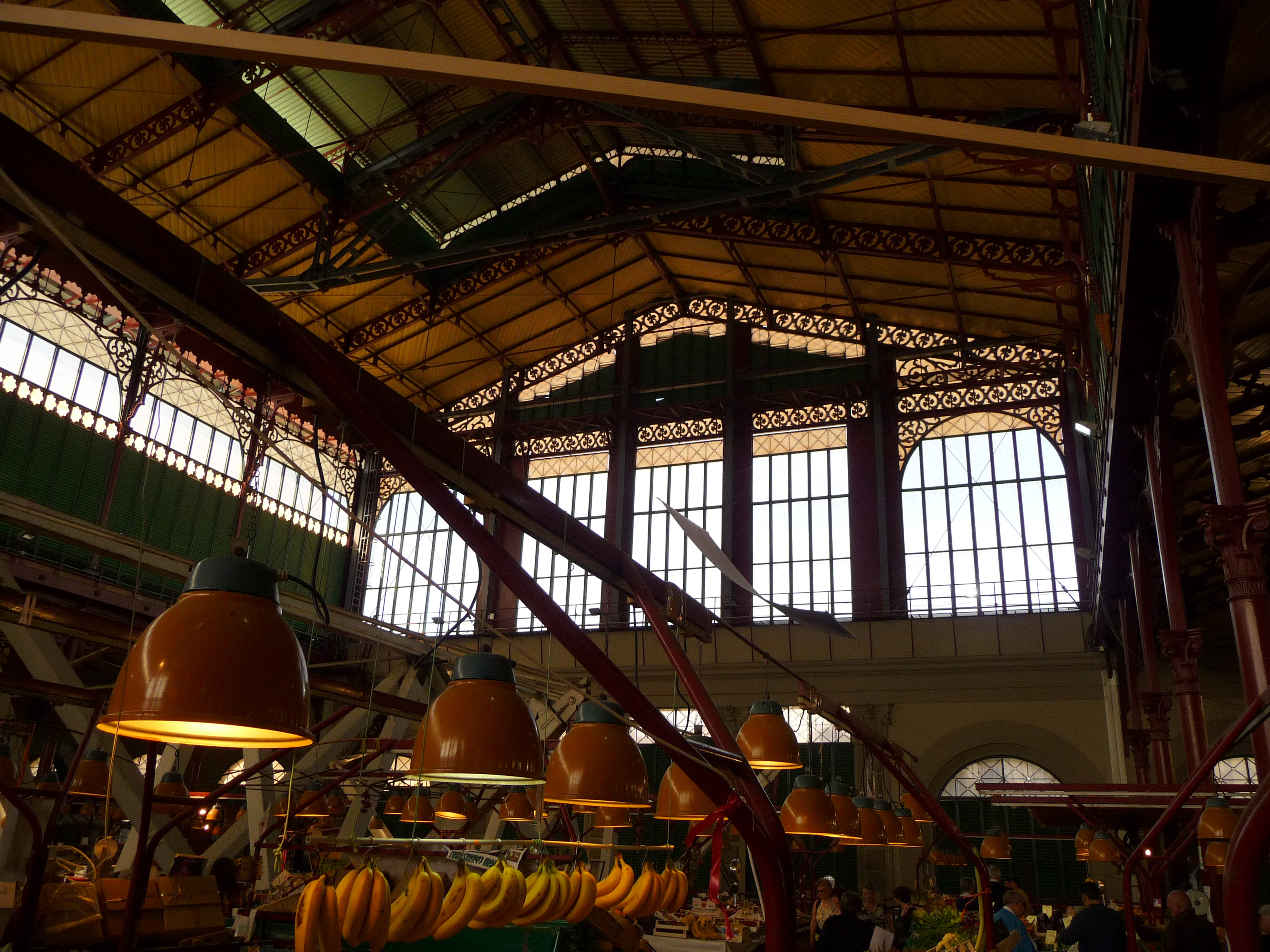
interno del Mercato centrale

Per realizzare la nuova struttura del mercato centrale a San Lorenzo, viene incaricato l'architetto Giuseppe Mengoni, anche autore del Mercato di Sant'Ambrogio e della Galleria Vittorie Emanuele di Milano..Il Mercato è edificato utilizzando ferro e vetro nel 1874.  All'interno del piano di ristrutturazione complessivo, si riteneva utile collocare il nuovo mercato in un'area ai margini del centro cittadino vicina alla stazione centrale e revisionare la rete viaria circostante.

### L’esposizione internazionale fiorentina del 1874
Nel 1874 la Regia Società Toscana di Orticultura e l’Accademia dei Georgofili promuovono la Mostra internazionale di floricoltura e orticoltura, inaugurando cosi anche i locali del mercato centrale, arredati per l'occasione da Giacomo Roster. La manifestazione si svolge in concomitanza con il Congresso internazionale botanico promosso da Filippo Parlatore, che coglie nella manifestazione l’opportunità di dare visibilità all’Erbario centrale italiano. Le mostre proseguiranno nei decenni successivi ed avranno un'importanza notevole per la diffusione di piante ortive, arboree e delle specie floricole.

### Interventi
Dal 2002 al 2009 vengono effettuati nuovi lavori di ristrutturazione del mercato e della piazza, nel corso dei quali è stata realizzata una nuova pavimentazione in pietra serena. All'interno dell'edificio è stato riqualificato il piano ammezzato, sfruttando appieno gli spazi della struttura, adibendoli ad altre funzioni, oltre a quella tradizionale di mercato alimentare. Tuttavia l'edificio del mercato mantiene ancora oggi molte delle caratteristiche già presenti nel progetto di Giuseppe Mengoni.

### Struttura interna
La struttura a pianta rettangolare di circa 5600 mq raggiunge un'altezza di circa 14,50 metri. È caratterizzata da due facciate principali con al centro un intercolumnio a due pilastri, affiancato da cinque arcate semicircolari per ogni lato. La struttura fonde due diversi linguaggi architettonici. Al linguaggio classico con le arcate e con alcune strutture preesistenti si aggiunge un intervento che ha utilizzato tecniche e materiali moderni. Il mercato è organizzato su due piani: al piano terra si possono trovare bancarelle di frutta e verdura e piccoli negozi che vendono specialità locali, mentre il secondo piano, completamente rinnovato, ospita banchi per la ristorazione. 

### La piazza oggi
La piazza e le strade adiacenti l'edificio del Mercato centrale ospitano oggi il Mercato di San Lorenzo adibito alla vendita di manufatti in ceramica, abiti, oggetti di cartoleria, souvenir e svariati articoli in pelle. Ai banchi si aggiungono le tradizionali botteghe dei vinai, i carretti dei 'trippai' e le osterie. Nella Piazza del Mercato vengono organizzate iniziative pubbliche di vario tipo. Tra queste la tradizionale Festa della Rificolona celebrata nel mese di settembre, con musicisti, animatori e spettacoli per bambini. La piazza attrae cittadini e turisti per via della presenza di svariati ristoranti e locali con tavoli all'aperto. 

## Curiosità
Al numero 22 una targa ricorda la casa dove nacque l'orafo e scultore Benvenuto Cellini, all'epoca su via Chiara (prima delle demolizioni). Alla targa più antica (marmorea) venne poi aggiunta un'altra targa bronzea di dimensioni più grandi, il 3 novembre 1900. 

Nel 2006 è stata posizionata una statua dedicata a Pinocchio e realizzata dallo scultore Thoms Cecchi, proprio a pochi metri da via Taddea, dove l'autore della famosa storia del Burattino, Carlo Lorenzini Collodi, è nato nel 1826. 

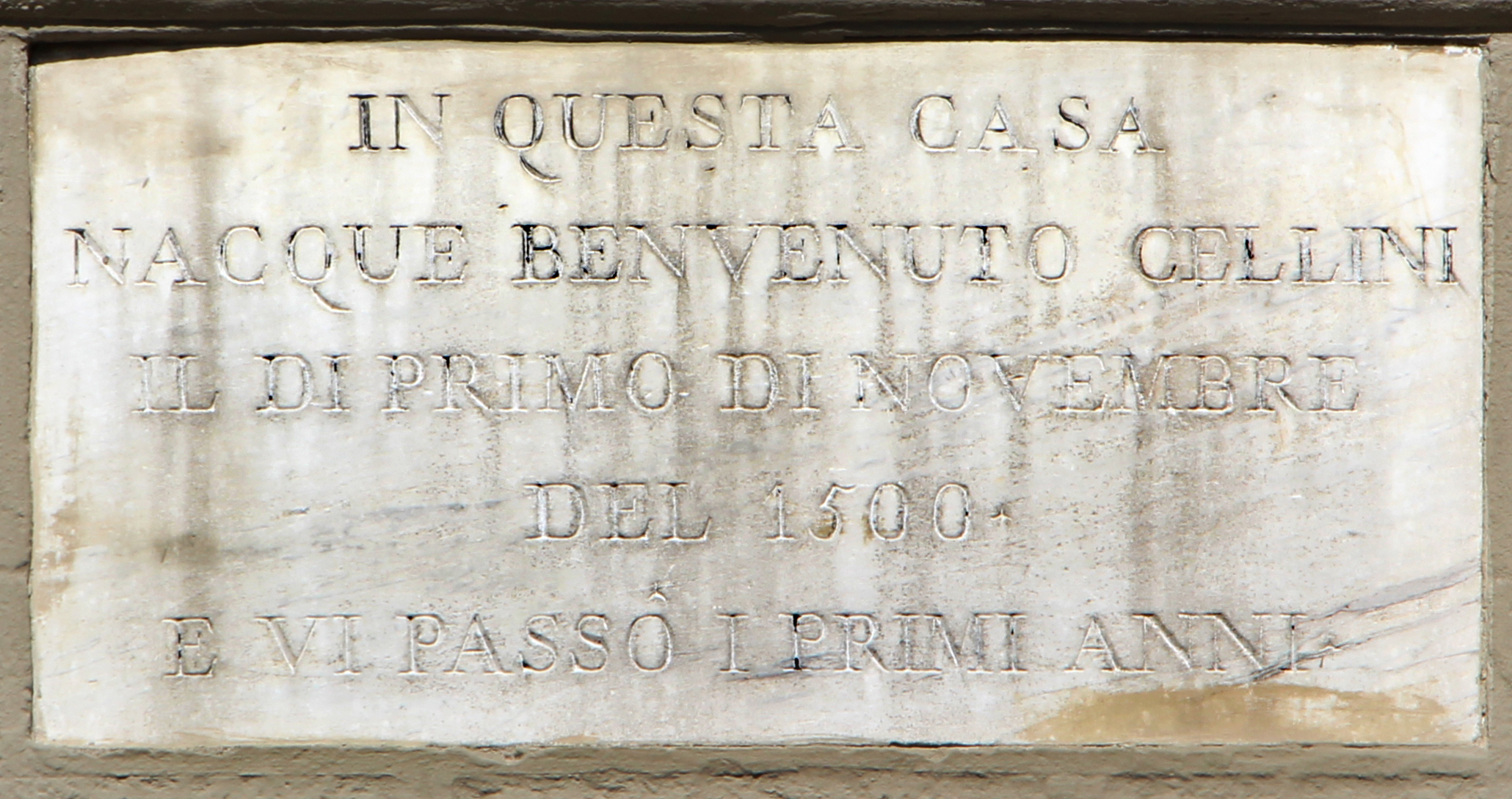
La targa marmorea su Benvenuto Cellini
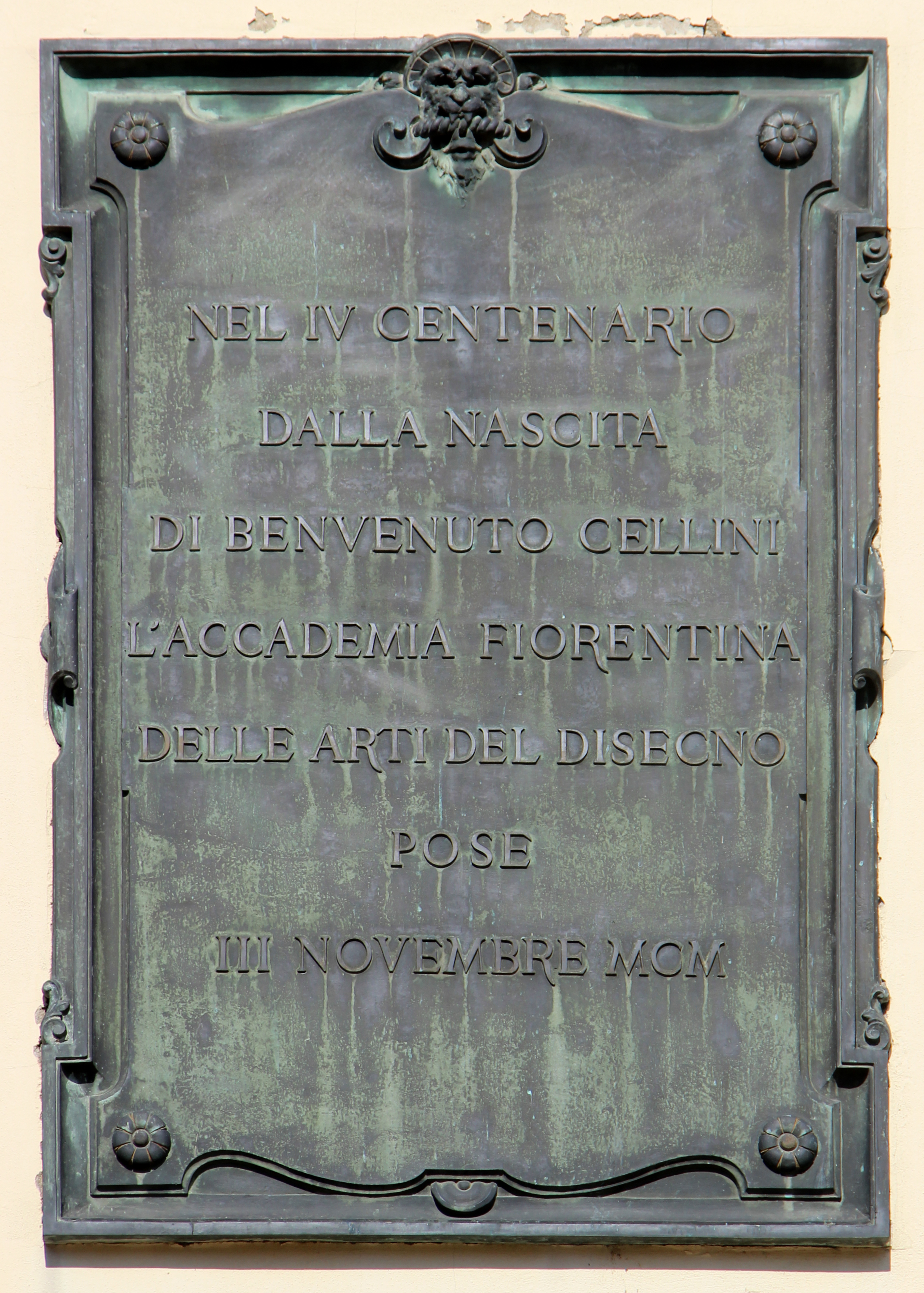
La targa bronzea su Benvenuto Cellini

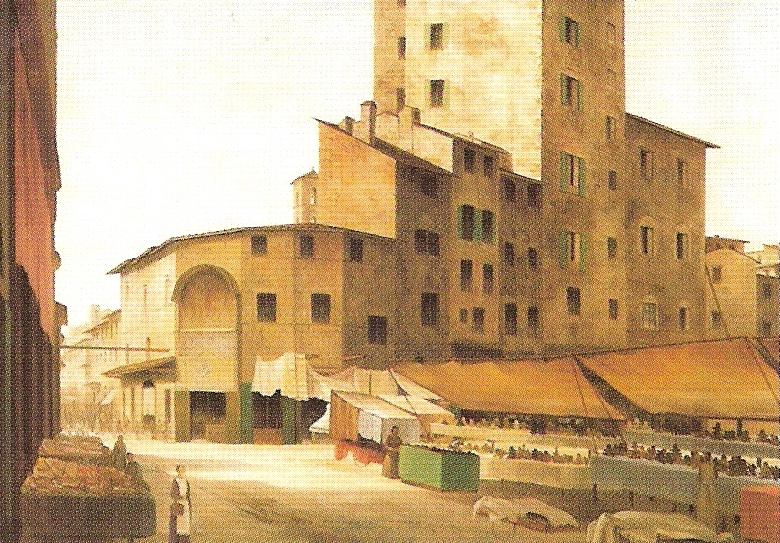
Fabio Borbottoni, Mercato Vecchio di Firenze

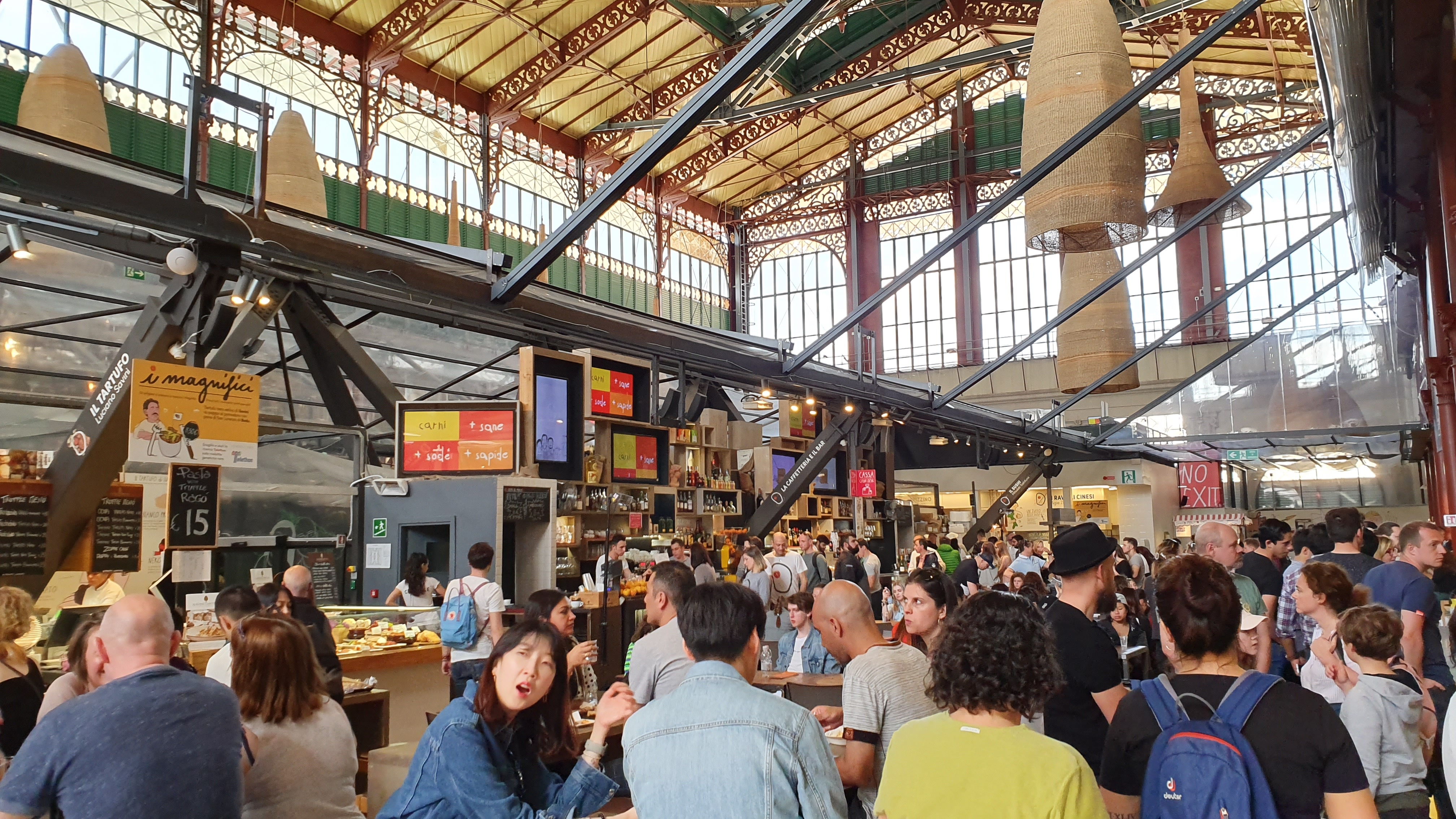
Interno Mercato centrale